# Walter Gatt
Walter Gatt (* 24. Februar 1963 in Hall in Tirol) ist ein österreichischer Politiker (früher FPÖ). Gatt ist seit 2008 Abgeordneter zum Tiroler Landtag.
Gatt besuchte von 1969 bis 1973 die Volksschule in Mils und im Anschluss von 1973 bis 1977 die Hauptschule Schönegg in Hall in Tirol. Zwischen 1977 und 1982 absolvierte Gatt die Handelsakademie und 1983 legte er die Matura ab. In der Folge war er von 1983 bis 1989 für den Creditanstalt-Bankverein tätig, arbeitete danach von 1989 bis 1995 für die Wiener Allianz und ist seit 1995 als Landesmusikschullehrer beschäftigt. Zudem ist Gatt auch beruflich als Musiker aktiv.
Gatt ist seit 1988 als Mitglied des Gemeinderates der Gemeinde Mils aktiv und wurde 2005 zum FPÖ-Bezirksparteiobmann von Innsbruck-Land gewählt. Er vertritt die FPÖ seit dem 1. Juli 2008 im Tiroler Landtag. Am 30. April 2010 wurde Gatt zusammen mit vier weiteren Tiroler FPÖ-Politikern wegen eines angeblichen Putschversuchs gegen den Tiroler FPÖ-Chef Gerald Hauser aus der FPÖ ausgeschlossen.